# San Salvatore al Monte
A San Salvatore al Monte Firenze egyik temploma, a Piazzale Michelangelo kilátótér közelében helyezkedik el. A templom egy hajdani ferences kolostor számára készült, Cronaca építette 1475 és 1504 között. Egyszerű külseje miatt Michelangelo a la bella villanella azaz szép parasztlány nevet adta neki. Legfőbb látnivalója a della Robbia-család műhelyéből származó mázas terrakotta dombormű, ami a bal oldalkapu felett található és Krisztus sírbatételét ábrázolja.